# Zagrebački solisti
Zagrebački solisti su najugledniji hrvatski komorni ansambl, utemeljen 1953. godine u sklopu Radio-televizije Zagreb (RTV-a Zagreb). Osnivači ansambla bili su Antonio Janigro, Stjepan Aranjoš i Ivo Vuljević. Svoj prvi koncert održali su 5. siječnja 1954. Pod vodstvom Janigra ansambl vrlo brzo nakon osnutka zauzima jedno od vodećih mjesta među srodnim sastavima u svijetu. Od 1968. godine djeluje pod umjetničkim vodstvom koncertnog majstora Dragutina Hrdjoka - Time on postaje suradnikom koji donosi i dio nadahnuća; glazbenici su slobodni, ali ipak slijede i njegove smjernice.  
Dragutin Hrdjok je s violinskog pulta nastavio voditi Zagrebačke soliste, nakon što Janigro koncem šezdesetih godina odložio dirigentski štapić i čelističko gudalo. 
Kasnije će na to mjesto stupiti koncert-majstor Tonko Ninić. Repertoar ansambla obuhvaća gotova sva razdoblja i stilove, a posebna pozornost usmjerena je interpretacijama baroknih majstora Bacha, Händela i Vivaldija, te Mozarta. Snimili su 60-ak ploča i primili mnoge nagrade, među kojima su medalja UNESCO-a, medalja P. Casals i odlikovanje grada Plauena.
U veljači 2018. nastupili su u Herkulovom salonu dvorca Versailles.

## Vanjske poveznice
- Službene stranice Zagrebačkih solista  Arhivirana inačica izvorne stranice od 30. siječnja 2013. (Wayback Machine) (hrv.) (engl.)